# Martin Millett

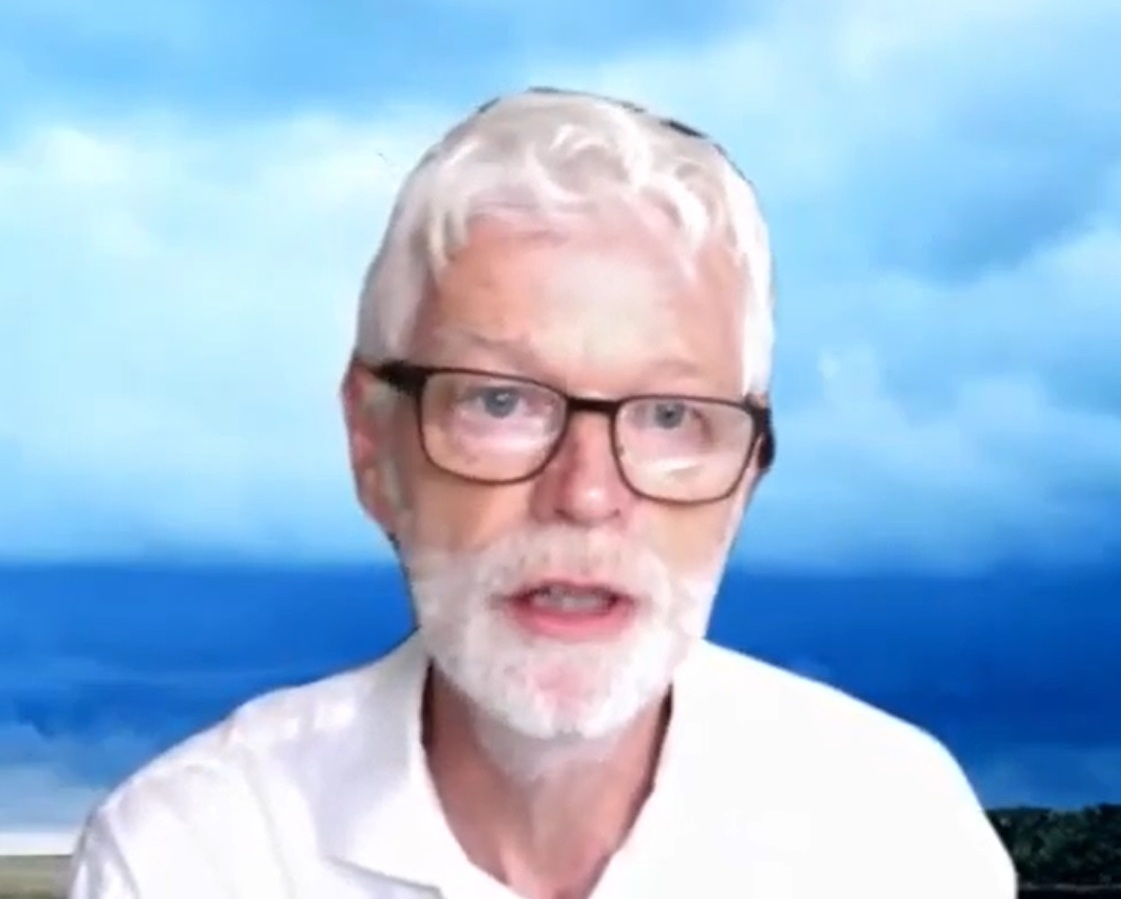
Martin Millett, 2021

Martin John Millett (* 30. September 1955) ist ein britischer Provinzialrömischer Archäologe.

## Leben
Er wurde an der Weydon County Secondary School und Farnham College ausgebildet. Er studierte am Institute of Archaeology des University College London und schloss sein Studium mit einem Bachelor of Arts (BA) ab. Anschließend absolvierte er ein Aufbaustudium am Merton College in Oxford, wo er 1980 mit dem Dr. phil. abschloss.
Er war von 1980 bis 1981 stellvertretender Kurator für Archäologie an den Hampshire County Museums. Ab 1981 lehrte er an der Durham University, bis 1991 als Lecturer, bis 1995 als Senior Lecturer und von 1995 bis 1998 als Professor der Archäologie. 1998 wechselte Millett an die University of Southampton, wo er von 1999 bis 2001 Professor für Archäologie war. 2001 wechselte er an die University of Cambridge, wo er als Laurence Professor of Classical Archaeology lehrt. 
Am 3. Mai 1984 wurde Millett zum Fellow der Society of Antiquaries of London (FSA) gewählt. Im Jahr 2006 wurde er zum Fellow der British Academy (FBA) gewählt, im Jahr 2021 zum Mitglied der Academia Europaea.

## Schriften (Auswahl)
- A comparative study of some contemporaneous pottery assemblages from Roman Britain. Dissertation Oxford 1980.
- mit Josep-Maria Carreté, Simon Keay (Hrsg.): A Roman provincial capital and its Hinterland. The survey of the territory of Tarragona, Spain, 1985–1990. Ann Arbor 1995, ISBN 1-887829-15-6.
- The romanization of Britain. An essay in archaeological interpretation. Cambridge 2000, ISBN 0-521-42864-5.
- (Hrsg.): Shiptonthorpe, East Yorkshire. Archaeological studies of a Romano-British roadside settlement. Leeds 2006, ISBN 978-1-903564-65-3.
- mit Rose Ferraby: Aldborough Roman town. London 2016, ISBN 978-1-910907-11-5.
- mit Louise Revell, Alison Moore (Hrsg.): The Oxford handbook of Roman Britain. Oxford University Press, Oxford 2016.